# بوكيمون مايستري دونغون: أدفانتشر تيم
بوكيمون مايستري دونغون: أدفانتشر تيم (باليابانية: ポケモン不思議のダンジョン 冒険団シリーズ)،هي لعبة فيديو من تطوير شونسوفت، ومن نشر ذا بوكيمون كومباني اليابانية، صدرت في الأسواق اليابانية سنة 2009، وتعمل لمنصة جهاز نينتندو وي.

## المواقع الخارجية
- الموقع الرسمي (باليابانية)